# Night of the Mark VII
| Recensione | Giudizio |
| ---------- | -------- |
| AllMusic   | [ 1 ]    |

Night of the Mark VII è un album discografico live a nome della Clifford Jordan Quartet, pubblicato dall'etichetta discografica Muse Records nel 1975.

## Tracce
Lato A
1. John Coltrane – 7:45 (Bill Lee)
2. Highest Mountain – 6:02 (Clifford Jordan)
3. Blue Monk – 7:20 (Thelonious Monk)

Lato B
1. Midnight Waltz – 10:49 (Cedar Walton)
2. One for Amos – 10:53 (Sam Jones)

## Musicisti
- Clifford Jordan - sassofono tenore
- Cedar Walton - pianoforte
- Sam Jones - contrabbasso
- Billy Higgins - batteria

Note aggiuntive
- Prodotto dalla Dolphy Productions
- Registrazione effettuata il 26 marzo 1975 a Parigi, Francia
- Sandra Williams - design album
- Stanley Ray - illustrazione[2]